# ستیغ‌دندان
ستیغ‌دندان (نام علمی: Coryphodon) نام یک سرده از زیرراسته همه‌دندانان است.